# 20. Gebirgs-Armee
Die Armee Lappland / 20. Gebirgs-Armee war eine Kommandobehörde des Heeres der Wehrmacht während des Zweiten Weltkrieges. Sie war Oberkommando jeweils wechselnder Armeekorps sowie zahlreicher Spezialtruppen.

## Armeeoberkommando Lappland

### Aufstellung
Die deutsche Lapplandarmee (AOK Lappland) ging am 14. Januar 1942 aus der Befehlsstelle Finnland des AOK Norwegen hervor. Sie war damit eines von zwei Armeeoberkommandos, welche während des Zweiten Weltkriegs die deutschen Truppen in Norwegen und Finnland kontrollierten. Die Bildung der Armee war zur Verbesserung der Befehlsführung notwendig geworden, nachdem das AOK Norwegen zunehmend mit Aufgaben der Küstensicherung in Norwegen in Beschlag genommen wurde und für das Frühjahr 1942 eine neue Offensive gegen Kandalakscha vorgesehen war.

### Einsatz
Die Führung der neuen Armee übernahm General der Gebirgstruppe Eduard Dietl, der zuvor Kommandierender General des Gebirgskorps Norwegen gewesen war. Neben diesem unterstanden der Armee zu Beginn das XXXVI. Gebirgs-Korps sowie operativ das finnische III. Korps. Im Mai 1942 kam noch das XVIII. Gebirgs-Korps dazu.

## 20. Gebirgs-Armee
Am 22. Juni 1942 erfolgte die Umbenennung in 20. Gebirgs-Armee. Die Armee war in Lappland stationiert, war an der Eismeerfront in Stellungskämpfe einbezogen und hatte eine Personalstärke von bis zu 220.000 Mann.
Im Lapplandkrieg gegen Finnland musste sich die Armee von September 1944 bis Januar 1945 auf eine Riegelstellung im Dreiländereck zurückziehen. Dabei hatte das XVIII. Gebirgskorps (General der Infanterie Hochbaum) aus der Front zwischen Uhtua und Kiestinki auf Rovaniemi und das XXXVI. Gebirgskorps (General der Gebirgstruppe Vogel) aus der Werman-Front über Salla nach Jvalo zurückzugehen. Die 20. Gebirgs-Armee kämpfte noch bis Ende Oktober an der Liza-Front gegen sowjetische Truppen und an der Rovaniemi-Front gegen das jetzt feindliche finnische Heer, dann folgte im Unternehmen Nordlicht (1944) der allgemeine Rückzug. Ab 8. Oktober räumten die deutschen Truppen die letzten Nachschubhäfen Tornio und Kemi am Bottnischen Meerbusen vor den Finnen.
Im Norden war derweil im Unternehmen Birke auch das XIX. Gebirgskorps (General der Gebirgstruppe Jodl) von der Liza-Front ins Dreiländereck zurückgegangen und hatte die neue Lyngen-Stellung eingenommen. Ab dem 18. Dezember 1944 war die 20. Armee zugleich auch die Wehrmachtsbefehlsstelle Norwegen und übernahm die Truppen des AOK Norwegen, nachdem dieses aufgelöst worden war. Die Angehörigen der Armee sollten für ihren Einsatz in Skandinavien im Mai 1945 mit dem Lapplandschild ausgezeichnet werden, was jedoch nur noch teilweise durchgeführt wurde.

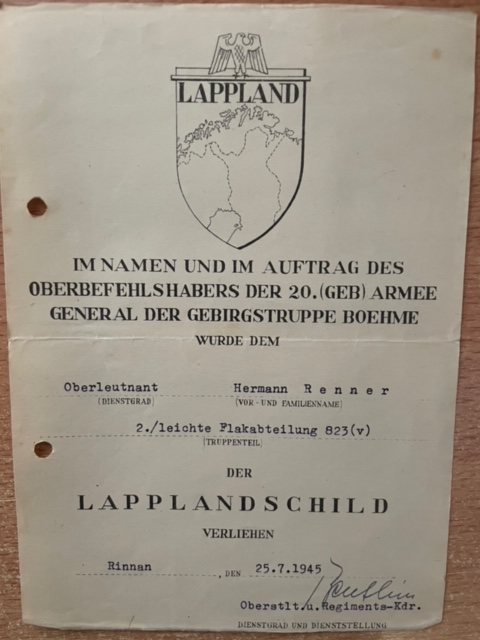
Lapplandschild verliehen am 25. Juli 1945

### Kapitulation
Am 8. Mai 1945 kapitulierte die Armee vor britischen Truppen.

## Führung
| Dienstzeit                           | Dienstgrad                | Name            |
| ------------------------------------ | ------------------------- | --------------- |
| 14. Januar 1942 bis 23. Juni 1944    | Generaloberst             | Eduard Dietl    |
| 25. Juni 1944 bis 21. Januar 1945    | Generaloberst             | Lothar Rendulic |
| 21. Januar 1945 bis zur Kapitulation | General der Gebirgstruppe | Franz Böhme     |

| Dienstzeit                     | Dienstgrad      | Name           |
| ------------------------------ | --------------- | -------------- |
| 22. Juni 1942 bis 1. März 1944 | Generalleutnant | Ferdinand Jodl |
| 01. März 1944 bis 8. Mai 1945  | Generalleutnant | Hermann Hölter |

| Dienstzeit                            | Dienstgrad | Name               |
| ------------------------------------- | ---------- | ------------------ |
| 22. Juni 1942 bis 10. April 1943      | Oberst     | Hugo Sittmann      |
| 10. April 1943 bis 10. Mai 1944       | Oberst     | Hans Steets        |
| 10. Mai bis 20. Dezember 1944         | Oberst     | Friedrich Übelhack |
| 20. Dezember 1944 bis 1. Februar 1945 | Oberst     | Raimund Hörst      |
| 01. Februar bis 8. Mai 1945           | Oberst     | Friedrich Übelhack |

## Gliederung

### Armeetruppen
- Armee-Nachrichten-Regiment 550
- Kommandant rückwärtiges Armeegebiet 525
- Kommandeur der Armee-Nachschub-Truppen 463

### Unterstellte Großverbände
| Juni 1942 | April 1945 |
| --- | --- |
| - Gebirgskorps „Norwegen“ - 2. Gebirgs-Division - 6. Gebirgs-Division - Teile der 69. Infanterie-Division - Teile der 214. Infanterie-Division - XXXVI. Gebirgskorps - Teile der 163. Infanterie-Division - Teile der 169. Infanterie-Division - III. finnisches Armeekorps - Teile der 163. Infanterie-Division - Teile der 7. Gebirgs-Division - SS-Gebirgs-Division „Nord“ - 3. finnische Infanterie-Division - Gebirgsjäger-Regiment 139 - I. Abteilung/Gebirgs-Artillerie-Regiment 124 - z. Vfg.: XVIII. Gebirgskorps | - XXXVI. Gebirgskorps - MG-Skibrigade „Norwegen“ - Panzer-Brigade „Norwegen“ - LXX. Armeekorps - 274. Infanterie-Division - 280. Infanterie-Division - Division z. b. V. 613 - XXXIII. Armeekorps - 295. Infanterie-Division - 702. Infanterie-Division - 14. Luftwaffen-Felddivision - Armeeabteilung Narvik (XIX. Gebirgskorps) - z. Vfg.: 7. Gebirgs-Division |